# 貝爾維尤 (喬治亞州梅肯)
貝爾維尤（英語：Bellevue）是位於美國喬治亞州比伯縣的一個非建制地區。該地的面積和人口皆未知。

## 地理
貝爾維尤的座標為32°48′26″N 83°49′12″W / 32.80722°N 83.82000°W，而該地的平均海拔高度為104米（即341英尺）。